# Phare du cap Misène
Le phare du cap Misène (en italien : Faro di Capo Miseno) est un phare actif situé sur le Cap Misène faisant partie du territoire de la commune de Bacoli (Ville métropolitaine de Naples), dans la région de Campanie en Italie. Il est géré par la Marina Militare de Naples.

## Histoire
Le cap Misène marque la limite nord-ouest de la baie de Naples du golfe de Pouzzoles.
Le premier phare a été construit en 1869 sur le promontoire. Détruit durant la Seconde Guerre mondiale il a été reconstruit en 1953. Il se situe dans le parc régional des Champs Phlégréens. Il est entièrement automatisé et alimenté par des panneaux photovoltaïques. Il possède un Système d'identification automatique pour la navigation maritime (AIS ATON).

## Description
Le phare  est une tour cylindrique en maçonnerie de 12 m de haut, avec galerie et lanterne, attachée au coin d'une maison de gardien de deux étages. Le bâtiment est blanc et le dôme de la lanterne est gris métallique. Il émet, à une hauteur focale de 80 m, deux éclats blancs d'une seconde sur une période de 10 secondes. Sa portée est de 16 milles nautiques (environ 30 km) pour le feu principal et 12 milles nautiques (environ 22 km) pour le feu de veille.
Identifiant : ARLHS : ITA-027 ; EF-2402 - Amirauté : E1620 - NGA : 9380.

## Caractéristiques dufeu maritime
Fréquence : 10 secondes (W-W)
- Lumière : 1 seconde
- Obscurité : 2 secondes
- Lumière : 1 seconde
- Obscurité : 6 secondes

|                    |
| Golde de Pouzzoles |

|            |
| Cap Misène |

|          |
| Le phare |

### Lien connexe
- Liste des phares de l'Italie